# Stade Sergio-Torres
Le stade Sergio-Torres est un stade multifonction situé à Usulután au Salvador, d'une capacité de 5 000 personnes.